# São Paulo Tennis Open
Il São Paulo Tennis Open, noto come SMS Tennis Open per motivi di sponsorizzazione, è stato un torneo professionistico di tennis giocato su campi in terra rossa. Faceva parte dell'ATP Challenger Series. Si è giocata solo l'edizione del 2001, svoltasi a San Paolo in Brasile.

## Albo d'oro

### Singolare
| Anno | Campione      | Finalista                | Punteggio           |
| ---- | ------------- | ------------------------ | ------------------- |
| 2001 | Edgardo Massa | Martín Vassallo Argüello | 7-6(1), 6(5)–7, 6-4 |

### Doppio
| Anno | Campioni                       | Finalisti                   | Punteggio |
| ---- | ------------------------------ | --------------------------- | --------- |
| 2001 | Adriano Ferreira Edgardo Massa | Marcos Daniel Ricardo Mello | walkover  |